# Chronologie des rébellions des Patriotes
Les rébellions de 1837-38 au Bas-Canada est un mouvement aux racines politiques, sociales, économiques et identitaire. Il fait écho à un phénomène international de lutte pour la démocratie et contre un empire.

## Chronologie
- 1822 : Des marchands britanniques et des bureaucrates du Bas-Canada se rendent au Parlement britannique pour soumettre une proposition d’union des deux Canada.

- 10 mai 1823 : Louis-Joseph Papineau et John Neilson sont à Londres avec une pétition de 60 000 signatures contre le projet d’union.

- 1826 : Le Parti canadien devint Parti patriote

- 1827 : Le Parti patriote envoie une délégation de trois membres du parlement -- John Neilson, Denis-Benjamin Viger et Augustin Cuvillier -- à Londres avec une pétition de 87 000 noms et une série de résolutions adoptées par l’Assemblée législative.

### 1832
- 21 mai : Lors d’une élection partielle à Montréal, des soldats britanniques ouvrent le feu sur une foule et tuent trois civils.

### 1833
- Fondation du Club des femmes patriotes.

### 1834
- La campagne électorale de 1834 se joue essentiellement sur l’appui ou le rejet des 92 résolutions. Le Parti patriote remporte une victoire écrasante avec 78 députés élus contre 10, éliminant du jeu notamment tous les patriotes modérés ayant fait défection en opposition aux 92 résolutions[1].

- L’Assemblée législative adopte les 92 résolutions, un document qui compile tous les griefs des Canadiens depuis l’introduction du parlementarisme dans la colonie en 1791.

### 1835
- En janvier, fondation par les loyalistes de la  Constitutionnal Association[2]

- 16 décembre : fondation du British Rifle Corps.

- Fondation de l’Union patriotique par des membres du Parti patriote.

### 1836
- Fondation du Doric Club, une milice armée populaire, dont le but avoué était de s'opposer par la force aux Canadiens français si le gouvernement leur accordait un conseil législatif électif comme ils étaient en droit de s'attendre en tant que majorité.

### 1837
- 6 mars : Londres proclame les 10 résolutions de Russell et rejette les 92 résolutions du Parti patriote.

- Plusieurs assemblées populaires se tiennent à travers le pays entre mai et novembre.

- 5 septembre : Créée en août, la Société des Fils de la Liberté tient sa première assemblée populaire.

- 23 octobre-24 octobre : Grande assemblée de la confédération des six-comtés à Saint-Charles

- 25 octobre : Le lendemain de l'Assemblée des six-comtés, Jean-Jacques Lartigue, évêque de Montréal, publie un mandement qui rappelle qu'il ne faut jamais se rebeller contre l' «autorité légitime[3].

- 6 novembre - Affrontement à Montréal entre le Doric Club et les Fils de la liberté Le Doric Club attaque les Fils de la liberté et profite de l'occasion pour saccager les bureaux du Montreal Vindicator et vandaliser la maison de Louis-Joseph Papineau.

- 8 novembre : le général John Colborne commence à recruter des volontaires de milice qu’il place sous le commandement du lieutenant-colonel Dyer.

- 16 novembre : Lord Gosford ordonne l’arrestation de 26 chefs patriotes pour haute trahison[3].

- 23 novembre : Victoire des Patriotes à la bataille de Saint-Denis

- 25 novembre : Défaite des Patriotes à la bataille de Saint-Charles contre le Lieutenant-colonel George Augustin Wetherall.

- 5 décembre : Proclamation de la loi martiale dans le district de Montréal.

- 6 décembre : 80 patriotes sont forcés de se retirer à Moore’s Corner près de la frontière américaine.

- 13 décembre : Le général John Colborne quitte Montréal pour Saint-Eustache à la tête de 1 300 hommes.

- 14 décembre : Défaite des Patriotes à la bataille de Saint-Eustache.

- 15 décembre : L’armée britannique brûle le village de Saint-Benoît.

### 1838
- 1838 - Création des Frères chasseurs un mouvement clandestin qui poursuit la lutte des Patriotes.

- 28 février : Robert Nelson proclame l’indépendance du Bas-Canada à Week’s House. Lecture de la Déclaration d'indépendance du Bas-Canada[4].

- 13 mars : Victoire britannique sur les Patriotes à la bataille de La Chaudière.

- 28 juin :  L’amnistie est proclamée pour tous les prisonniers, exception faite de 8 personnes exilées aux Bermudes.

- 3 novembre : Les Frères chasseurs se mobilisent à Beauharnois, Sainte-Martine, Saint-Constant, Terrebonne, Saint-Bruno-de-Montarville, Sorel, Saint-Athanase, Saint-Mathias et Napierville.

- 4 novembre : Nouvelle proclamation de la loi martiale.

- 5 novembre : Les Patriotes de Beauharnois s’emparent du bateau à vapeur « Brougham ».

- 7 novembre : Défaite des « Frères chasseurs » à la bataille de Lacolle.

- 9 novembre : succès des Patriotes au Camp Baker. Les frères chasseurs attaquent des Loyalistes retranchés à Odelltown, mais ils doivent se retirer au bout de deux heures de combat. Fin de l'insurrection. Fuite de Robert Nelson aux États-Unis.

- 27 novembre : institution d’une cour martiale afin de juger 108 accusés.

- 21 décembre : Pendaison de Joseph-Narcisse Cardinal et Joseph Duquet à la Prison du Pied-du-Courant

### 1839
- 18 janvier : Pendaison de Pierre-Théophile Decoigne, François-Xavier Hamelin, Joseph-Jacques Robert, Ambroise Sanguinet et Charles Sanguinet à la Prison du Pied-du-Courant

- 15 février : Pendaison de Amable Daunais, François-Marie-Thomas Chevalier de Lorimier, Charles Hindenlang, Pierre-Rémi Narbonne, François Nicolas à la Prison du Pied-du-Courant

- Février : Publication du rapport Durham

- Juin : Commutation de peines de mort en peines d'exil en Australie

- 26 septembre : Départ des exilés vers l'Australie à bord du HMS Buffalo

### 1840-présent
- juin 1840 : Adoption par le parlement britannique de l'Acte d'Union.

- 10 février 1841 : Proclamation de l'Acte d'Union.

- 28 février 1845 : les députés de l'Assemblée législative adoptent unanimement le texte d'une adresse priant le gouverneur Metcalfe d'adopter des mesures d'indemnisation pour les habitants du Bas-Canada dont les propriétés ont été endommagées ou détruites en 1837-1838[5].

- 1848 : Obtention du Gouvernement responsable

- 25 avril 1849 : incendie de l'hôtel du Parlement à Montréal

- 1937 : William Lyon Mackenzie et Louis-Joseph Papineau donnent leur nom au Bataillon Mackenzie-Papineau, un bataillon de volontaires Canadiens des Brigades internationales qui a combattu dans le camp républicain, lors de la Guerre d'Espagne[6].